# Tablice iz Eble
Tablice iz Eble so zbirka 1800 nepoškodovanih glinastih tablic, 4700 fragmentov in več tisoč majhnih žetonov, ki so jih izkopali v arhivih dvorne palače v starodavni Ebli, Sirija. Tablice so leta 1974–1975 odkrili italijanski arheolog Paolo Matthiae in njegovi sodelavci  med izkopavanji v starodavnem mestu Tell Mardih. Ležale so na porušenih policah, na katerih je bilo  veliko izvirnih glinastih etiket, ki so pomagale pri razvrščanju tablic. Vse tablice so iz obdobja med okoli 2500 pr. n. št. in 2250 pr. n. št., ko je bilo mesto uničeno. Tablice so zdaj shranjene v sirskih muzejih v Alepu, Damasku in Idlibu.

## Odkritje in arheološki kontekst
Tablice so odkrili prav tam, kjer so padle, ko so v požaru "palače G" zgorele njihove lesene police. Arhiv je bil urejeno shranjen v dveh prostorih. V enem so bili samo upravni in gospodarski zapisi na značilnih okroglih tablicah, v drugem  pa obredna in literarna besedila, vključno s pedagoškimi besedili za poučevanje mladih pisarjev. Veliko tablic pred arhiviranjem ni bilo žganih in so bile žgane v požaru, ki je uničil palačo. Stale so na lesenih policah in bile med seboj ločene s fragmenti žgane gline. Najdene so bile v izvirnem vrstnem redu.

## Jezik
Tablice so bile pisane v dveh jezikih: sumerščini in dotlej neznanem lokalnem jeziku, pisanem v sumerskem klinopisu. Profesor Giovanni Pettinato, ki je prvi razvozlal neznani jezik, ga je imenoval protokanaanščina, kasneje pa ga je preimenoval v eblaitščino. Pod tem imenom je znan še danes.
Popolnoma fonetska raba sumerskih logogramov je pomenila ogromen napredek v zgodovini pisave. Pisarji iz Eble so privzeli logograme in znake za glasove iz sumerske pisave in zmanjšali število znakov iz obstoječega sistema na samo fonetične. Poenostavitev je pomenila pomemben korak k »bralcu prijazni« pisavi in s tem k širitvi pismenosti.

## Vsebina in pomen
Na tablicah je bogastvo podatkov o Siriji in Kanaanu z zgodnji bronasti dobi. Na njih so prve omembe Kanaancev, Ugarita in Libanona. Tablice razkrivajo, da je bila Ebla pomembno trgovsko središče. Glavni poudarek je bil na gospodarskih zapisih in popisih zalog, iz katerih so razvidni trgovinski in politični odnosi Eble z drugimi levantinskimi mesti, ter dnevniki uvoznih in izvoznih dejavnosti mesta. Zapisi na primer razkrivajo, da so v Ebli proizvajali več vrst piva, vključno s tistim, ki se je po mestu imenovalo ebla. Ebla je bila zaslužna tudi za razvoj prefinjenega sistema trgovinske mreže med mestnimi državami na severu Sirije. Iz besedil je razvidno, da je sistem združil regijo v pomembno tržno skupnost.
Na tablicah so tudi seznami kraljev Eble, kraljevi predpisi, odloki in pogodbe. Na njih so tudi seznami krajevnih imen, vključno s standardiziranim seznamom, ki so ga našli tudi pri Abu Salabikhu (morda starodavni Ereš). Slednji je datiran v obdobje okoli 2600 pr. n. št. V literarna besedila spadajo hvalnice, obredi, epi in pregovori.
Številne tablice so dvojezične, pisane v sumerščini in eblaitščini. Dvojezični slovarji  so sodobnim znanstvenikom omogočili razširiti razumevanje sumerskega jezika, ki je bil takrat še živ. Omogočile so tudi razširitev znanja o njegovi izgovarjavi in drugih fonetičnih vidikih, ki so bili dotlej nejasni. Tablice, ki so bile pisane izključno v sumerskih jezikih, so bile verjetno namenjene poučevanju pisarjev. V arhivu je bilo več tisoč beležnic,  seznamov za učenje pomembnih žargonov in delovnih tablic za učence, kar kaže, da je bila Ebla veliko izobraževalno središče, specializirano za usposabljanje pisarjev. Na posebnih policah s slovarji so bili tudi silabarji sumerskih besed z njihovo izgovarjavo v eblaitščini.

## Biblična arheologija
Preslikava besedil iz Eble na določene kraje ali ljudi v Svetem pismu  je povzročila polemike, osredotočene predvsem na to, ali je tablicah omenjen obstoj Abrahama, Davida ter Sodome in Gomore.  Senzacionalistične trditve Giovannija Pettinata, objavljene pred objavo celotnih besedil, so kmalu povzročile akademsko krizo brez primere. Politični kontekst sodobnega arabsko-izraelskega konflikta je razpravi dodal nov zagon  in jo spremenil v debato o "dokazu" za sionistične zahteve do Palestine.
Velik del začetnega medijskega navdušenja nad domnevnimi povezavami Eblaitov   z Biblijo, ki so temeljile na ugibanjih in špekulacijah Pettinata in drugih, je zdaj na splošno predmet ostrih kritik. Sedanja strokovna mnenja so soglasna, da je bila vloga Eble v svetopisemski arheologiji minimalna.